# Salaire nominal
Le salaire nominal ou salaire horaire est le salaire perçu par unité de temps. (En général par heure ou par mois). 
C’est le montant indiqué sur la fiche de paye du travailleur. 
Mais la quantité d’argent reçue en fin de période ne correspond pas au pouvoir d’achat réel. Le salaire réel tient compte de l’inflation et correspond à la valeur réelle de l’argent.

## Fonction
Le salaire nominal sert à calculer le salaire réel après prise en compte de l’inflation. 
Le salaire réel est calculé en multipliant le salaire nominal par le rapport de l’indice des prix en fin de période sur l’indice de début de période :
Salaire réel = Salaire Nominal * (indice fin de période /indice début de période)
Exemple : 
- Pour un salaire nominal de 1500€ en 2008
- Indice des prix de 2008 de 110
- Indice de base en 2007 de 100

Le salaire réel en 2008 sera égal à :
1500€*(100/110) = 1363,64€

## Observations
La hausse du salaire nominal comparée à la hausse des prix donne la tendance du pouvoir d’achat. 
1. Si la hausse des prix est supérieure à l’augmentation du salaire nominal, le salaire réel (le pouvoir d’achat) sera en baisse.
2. Si la hausse des prix correspond à l’augmentation du salaire nominal, le salaire réel restera inchangé.
3. Si la hausse des prix est inférieure à l’augmentation du salaire nominal, le salaire réel sera renforcé.

Remarque :
La hausse des prix n'est pas toujours positive. l'inflation peut être nulle  ou négative.